# Anton Reyberger
Anton Carl Reyberger (né le 21 janvier 1757 à Göllersdorf, mort le 3 octobre 1818 à Vienne) est un théologien catholique autrichien, recteur de l'université de Vienne et abbé de Melk.

## Biographie
Reyberger est le fils d'un meunier de Göllersdorf, dans le nord de la Basse-Autriche, et va dans un gymnasium jésuite à Vienne. Il veut d'abord rejoindre l'ordre des jésuites, mais l'ordre est supprimé en 1773 ; il entre le 13 novembre 1774 à l'abbaye bénédictine de Melk. En 1781, il fait sa profession solennelle et est ordonné prêtre la même année. Pendant plusieurs années, il enseigne ensuite les langues classiques à l'école de l'abbaye, avant d'être nommé en 1786 par Gottfried van Swieten au poste de professeur de théologie pastorale à l'université de Pest. En 1788, il reçoit la chaire de théologie morale de l'université de Vienne, qu'il occupe jusqu'en 1810.
En 1800-1801, il est doyen de la faculté de théologie et en 1808 censeur théologique. En 1810, il devient un véritable conseiller du gouvernement de Basse-Autriche. Pour l'année académique 1810-1811, il est élu recteur de l'université et le 7 novembre 1810, abbé de Melk. Reyberger séjourne souvent à Vienne où il meurt le 3 octobre 1818.